# SN 1998bk
SN 1998bk – supernowa typu Ia odkryta 22 marca 1998 roku w galaktyce A134848+0258. W momencie odkrycia miała maksymalną jasność 22,50m.